# Llista de topònims de Montclar
Llista de topònims (noms propis de lloc) del municipi de Montclar, al Berguedà
Informació actualitzada per un bot. Els canvis manuals es perdran quan s'actualitzi!

## curs d'aigua
| imatge | Nom                   | Ubicat a                                                         | instància de | Detalls                                                | coordenades | Protecció | Commons (més fotos) | Dades a WD                    |
| ------ | --------------------- | ---------------------------------------------------------------- | ------------ | ------------------------------------------------------ | --- | --------- | ------------------- | ----------------------------- |
|        | rasa de Vila-riquer   | Montclar                                                         | curs d'aigua | Desemboca: riera de Navel Llarg: 2.91km Conca: 251.2ha | 42° 01′ 18″ N, 1° 44′ 40″ E / 42.021542°N,1.744542°E 42° 00′ 07″ N, 1° 45′ 35″ E / 42.001836°N,1.759811°E                                    |           |                     | Modifica les dades a Wikidata |
|        | rasa de la Pineda     | Montclar                                                         | curs d'aigua | Desemboca: riera de Navel Llarg: 2.58km Conca: 162ha   | 42° 00′ 56″ N, 1° 46′ 32″ E / 42.015582°N,1.775541°E 41° 59′ 46″ N, 1° 45′ 47″ E / 41.99611°N,1.762983°E                                     |           |                     | Modifica les dades a Wikidata |
|        | rasa del Casó         | Montclar l'Espunyola                                             | curs d'aigua | Desemboca: riera de Navel Llarg: 3.46km Conca: 239.7ha | 42° 02′ 16″ N, 1° 44′ 22″ E / 42.037806°N,1.739366°E 42° 01′ 08″ N, 1° 45′ 40″ E / 42.019011°N,1.760989°E                                    |           |                     | Modifica les dades a Wikidata |
|        | rasa del Forn         | Montclar Viver i Serrateix                                       | curs d'aigua | Desemboca: riera de Navel Llarg: 2.78km Conca: 781.6ha | 42° 00′ 07″ N, 1° 47′ 29″ E / 42.001893°N,1.791494°E 41° 59′ 20″ N, 1° 45′ 52″ E / 41.988883°N,1.764396°E                                    |           |                     | Modifica les dades a Wikidata |
|        | rasa del Salt         | Montclar Capolat l'Espunyola                                     | curs d'aigua | Desemboca: riera de Navel Llarg: 6km Conca: 797ha      | 42° 04′ 36″ N, 1° 45′ 07″ E / 42.076601°N,1.751979°E 42° 01′ 57″ N, 1° 45′ 45″ E / 42.032587°N,1.762384°E                                    |           |                     | Modifica les dades a Wikidata |
|        | riera de Navel        | Capolat l'Espunyola Montclar Montmajor Viver i Serrateix Cardona | curs d'aigua | Desemboca: Cardener Llarg: 28.6km Conca: 109.15km²     | 41° 54′ 37″ N, 1° 42′ 46″ E / 41.91041194444445°N,1.7127788888888889°E 42° 05′ 16″ N, 1° 45′ 10″ E / 42.08785805555556°N,1.752678888888889°E |           | Riera de Navel      | Modifica les dades a Wikidata |
|        | torrent de les Sitges | Montclar l'Espunyola Viver i Serrateix                           | curs d'aigua | Desemboca: rasa del Forn Llarg: 4.78km Conca: 574.7ha  | 42° 01′ 49″ N, 1° 47′ 13″ E / 42.030352°N,1.787083°E 41° 59′ 51″ N, 1° 46′ 43″ E / 41.997598°N,1.77865°E                                     |           |                     | Modifica les dades a Wikidata |

## entitat singular de població
| imatge | Nom        | Ubicat a | instància de                                   | Detalls | coordenades                                                                | Protecció | Commons (més fotos) | Dades a WD                    |
| ------ | ---------- | -------- | ---------------------------------------------- | ------- | -------------------------------------------------------------------------- | --------- | ------------------- | ----------------------------- |
|        | Montclar   | Montclar | entitat singular de població capital municipal | 45 hab  | 42° 01′ 07″ N, 1° 45′ 55″ E / 42.01860035°N,1.76525378°E 726 msnm          |           |                     | Modifica les dades a Wikidata |
|        | Torregassa | Montclar | entitat singular de població                   | 23 hab  | 42° 01′ 54″ N, 1° 46′ 43″ E / 42.031530346076°N,1.7787447829553°E 757 msnm |           |                     | Modifica les dades a Wikidata |
|        | el Casó    | Montclar | entitat singular de població                   | 64 hab  | 42° 01′ 39″ N, 1° 45′ 04″ E / 42.027629617195°N,1.7510365121162°E 738 msnm |           |                     | Modifica les dades a Wikidata |

## església
| imatge | Nom                                 | Ubicat a | instància de                 | Detalls                                   | coordenades                                                                    | Protecció                                  | Commons (més fotos)                 | Dades a WD                    |
| ------ | ----------------------------------- | -------- | ---------------------------- | ----------------------------------------- | ------------------------------------------------------------------------------ | ------------------------------------------ | ----------------------------------- | ----------------------------- |
|        | Sant Martí de Montclar              | Montclar | església església parroquial | Estil: arquitectura romànica              | 42° 01′ 07″ N, 1° 45′ 55″ E / 42.018491°N,1.765361°E                           | bé integrant del patrimoni cultural català | Sant Martí de Montclar              | Modifica les dades a Wikidata |
|        | Santa Creu de Montclar              | Montclar | església                     | Estil: arquitectura popular               | 42° 01′ 43″ N, 1° 44′ 39″ E / 42.0286°N,1.74414°E ca:Rasa del Casó, Santa Creu | bé integrant del patrimoni cultural català |                                     | Modifica les dades a Wikidata |
|        | església de Sant Quintí de Montclar | Montclar | església                     | Estil: arquitectura romànica 12nd century | 42° 02′ 39″ N, 1° 48′ 25″ E / 42.044161°N,1.807066°E 606 msnm                  | bé integrant del patrimoni cultural català | Església de Sant Quintí de Montclar | Modifica les dades a Wikidata |

## masia
| imatge | Nom                     | Ubicat a | instància de | Detalls                     | coordenades | Protecció                                  | Commons (més fotos) | Dades a WD                    |
| ------ | ----------------------- | -------- | ------------ | --------------------------- | --- | ------------------------------------------ | ------------------- | ----------------------------- |
|        | Ca l'Asidró             | Montclar | masia        |                             | 42° 01′ 27″ N, 1° 45′ 04″ E / 42.0241135356759°N,1.7510605498985°E ca:Veïnat del Casó                                            |                                            |                     | Modifica les dades a Wikidata |
|        | Cal Berler              | Montclar | masia        |                             | 41° 59′ 08″ N, 1° 47′ 42″ E / 41.985629572013°N,1.79492118793026°E ca:Riera del Solarot                                          |                                            |                     | Modifica les dades a Wikidata |
|        | Cal Capçana             | Montclar | masia        |                             | 42° 02′ 15″ N, 1° 45′ 09″ E / 42.0374314084471°N,1.75247910621136°E ca:Serrat de la Casa Gran                                    |                                            |                     | Modifica les dades a Wikidata |
|        | Cal Conill Xic          | Montclar | masia        |                             | 42° 01′ 17″ N, 1° 44′ 23″ E / 42.0212512918047°N,1.73969036865594°E                                                              |                                            |                     | Modifica les dades a Wikidata |
|        | Cal Nosa                | Montclar | masia        |                             | 42° 01′ 30″ N, 1° 46′ 39″ E / 42.0249021691471°N,1.77746218987434°E                                                              |                                            |                     | Modifica les dades a Wikidata |
|        | Cal Pagès               | Montclar | masia        |                             | 42° 01′ 34″ N, 1° 45′ 23″ E / 42.0260364780148°N,1.75645861524058°E                                                              |                                            |                     | Modifica les dades a Wikidata |
|        | Cal Peraire             | Montclar | masia        |                             | 42° 01′ 10″ N, 1° 45′ 19″ E / 42.0193937148079°N,1.75516285090739°E                                                              |                                            |                     | Modifica les dades a Wikidata |
|        | Cal Pere                | Montclar | masia        |                             | 42° 01′ 08″ N, 1° 45′ 23″ E / 42.0187853639274°N,1.75637043721099°E                                                              |                                            |                     | Modifica les dades a Wikidata |
|        | Cal Reler               | Montclar | masia        |                             | 42° 01′ 11″ N, 1° 45′ 14″ E / 42.0196847972098°N,1.7537681860368°E                                                               |                                            |                     | Modifica les dades a Wikidata |
|        | Cal Salla               | Montclar | masia        |                             | 42° 00′ 16″ N, 1° 46′ 53″ E / 42.0043101340379°N,1.78138251314055°E                                                              |                                            |                     | Modifica les dades a Wikidata |
|        | Cal Seuba Nou           | Montclar | masia        |                             | 42° 01′ 25″ N, 1° 44′ 36″ E / 42.0237236764079°N,1.74339807460562°E                                                              |                                            |                     | Modifica les dades a Wikidata |
|        | Cal Seuba Vell          | Montclar | masia        |                             | 42° 01′ 24″ N, 1° 44′ 33″ E / 42.0233995261689°N,1.74258309693495°E                                                              |                                            |                     | Modifica les dades a Wikidata |
|        | Cal Soleia              | Montclar | masia        |                             | 42° 01′ 25″ N, 1° 46′ 16″ E / 42.0237446463561°N,1.77111877486328°E                                                              |                                            |                     | Modifica les dades a Wikidata |
|        | Cal Teuler              | Montclar | masia        |                             | 42° 01′ 28″ N, 1° 45′ 05″ E / 42.0244499867713°N,1.75135594030838°E                                                              |                                            |                     | Modifica les dades a Wikidata |
|        | Cal Xavier              | Montclar | masia        |                             | 42° 01′ 11″ N, 1° 45′ 20″ E / 42.0197120156499°N,1.75544651756887°E                                                              |                                            |                     | Modifica les dades a Wikidata |
|        | Can Beulaigua           | Montclar | masia        |                             | 42° 01′ 17″ N, 1° 44′ 35″ E / 42.0213886117771°N,1.74317833223058°E                                                              |                                            |                     | Modifica les dades a Wikidata |
|        | Casagúa                 | Montclar | masia        |                             | 42° 01′ 44″ N, 1° 44′ 35″ E / 42.0288433759581°N,1.7429469181787°E                                                               |                                            |                     | Modifica les dades a Wikidata |
|        | Casanova de l'Escobet   | Montclar | masia        |                             | 42° 00′ 17″ N, 1° 46′ 31″ E / 42.0048314415015°N,1.77535904101863°E                                                              |                                            |                     | Modifica les dades a Wikidata |
|        | Cercuns                 | Montclar | masia        |                             | 42° 00′ 19″ N, 1° 47′ 51″ E / 42.0052721560325°N,1.79744863195758°E                                                              |                                            |                     | Modifica les dades a Wikidata |
|        | Circuns                 | Montclar | masia        | Estil: arquitectura popular | 42° 01′ 30″ N, 1° 45′ 33″ E / 42.025079°N,1.759139°E                                                                             | bé integrant del patrimoni cultural català |                     | Modifica les dades a Wikidata |
|        | Sabaters                | Montclar | masia        |                             | 42° 01′ 17″ N, 1° 44′ 54″ E / 42.0214992536579°N,1.74835782341073°E ca:Pla de Sabaters                                           |                                            |                     | Modifica les dades a Wikidata |
|        | Sant Ponç               | Montclar | masia        | Estil: arquitectura popular | 42° 01′ 47″ N, 1° 46′ 35″ E / 42.029785°N,1.776275°E ca:El Pla de Montclar                                                       | bé integrant del patrimoni cultural català |                     | Modifica les dades a Wikidata |
|        | Santacreu               | Montclar | masia        | Estil: arquitectura popular | 42° 01′ 42″ N, 1° 44′ 38″ E / 42.028434°N,1.743784°E                                                                             | bé integrant del patrimoni cultural català |                     | Modifica les dades a Wikidata |
|        | Sobirana                | Montclar | masia        |                             | 42° 00′ 10″ N, 1° 47′ 17″ E / 42.0026415255479°N,1.78795897278741°E                                                              |                                            |                     | Modifica les dades a Wikidata |
|        | Torregassa              | Montclar | masia        | Estil: arquitectura popular | 42° 01′ 57″ N, 1° 47′ 00″ E / 42.03248°N,1.783253°E ca:Pla de Montclar                                                           | bé integrant del patrimoni cultural català |                     | Modifica les dades a Wikidata |
|        | Vila-riquer             | Montclar | masia        | Estil: arquitectura popular | 42° 00′ 42″ N, 1° 44′ 46″ E / 42.011569°N,1.746009°E                                                                             | bé integrant del patrimoni cultural català |                     | Modifica les dades a Wikidata |
|        | Xalet del Riu           | Montclar | masia        |                             | 42° 00′ 57″ N, 1° 45′ 48″ E / 42.0157080223505°N,1.76330243951459°E                                                              |                                            |                     | Modifica les dades a Wikidata |
|        | el Casó                 | Montclar | masia        |                             | 42° 01′ 41″ N, 1° 44′ 56″ E / 42.0279187363078°N,1.74899290841447°E ca:Veïnat del Casó                                           |                                            |                     | Modifica les dades a Wikidata |
|        | el Clots                | Montclar | masia        |                             | 42° 01′ 06″ N, 1° 46′ 53″ E / 42.018448907615°N,1.7812575074239°E                                                                |                                            |                     | Modifica les dades a Wikidata |
|        | el Pla                  | Montclar | masia        |                             | 42° 01′ 10″ N, 1° 46′ 25″ E / 42.0195475992069°N,1.77363938065425°E ca:El Pla de Montclar                                        |                                            |                     | Modifica les dades a Wikidata |
|        | el Pla de Caus          | Montclar | masia        | 16th century                | 42° 02′ 38″ N, 1° 45′ 53″ E / 42.0438941952026°N,1.76461664276583°E                                                              |                                            |                     | Modifica les dades a Wikidata |
|        | el Pujol de Sant Quintí | Montclar | masia        |                             | 42° 02′ 16″ N, 1° 48′ 52″ E / 42.037908556839°N,1.81448468749954°E ca:Enclavament de Sant Quintí de Montclar, camps de La Solana |                                            |                     | Modifica les dades a Wikidata |
|        | el Riu                  | Montclar | masia        |                             | 42° 01′ 07″ N, 1° 45′ 44″ E / 42.0185331263828°N,1.76219691513928°E                                                              |                                            |                     | Modifica les dades a Wikidata |
|        | el Solà                 | Montclar | masia        |                             | 42° 00′ 41″ N, 1° 45′ 58″ E / 42.0114965099052°N,1.76613749980077°E ca:El Pla de Montclar                                        |                                            |                     | Modifica les dades a Wikidata |
|        | el Verdeguer            | Montclar | masia        |                             | 42° 01′ 55″ N, 1° 45′ 54″ E / 42.0319026565463°N,1.76507843698974°E                                                              |                                            |                     | Modifica les dades a Wikidata |
|        | el Vilar                | Montclar | masia        |                             | 41° 59′ 40″ N, 1° 46′ 07″ E / 41.994495806656°N,1.7685872102105°E                                                                |                                            |                     | Modifica les dades a Wikidata |
|        | els Racons              | Montclar | masia        |                             | 42° 01′ 07″ N, 1° 46′ 12″ E / 42.0186984219308°N,1.77003230853908°E ca:Pla de Montclar                                           |                                            |                     | Modifica les dades a Wikidata |
|        | la Casanova del Pujol   | Montclar | masia        |                             | 42° 02′ 12″ N, 1° 49′ 22″ E / 42.0367232023142°N,1.82269791290716°E                                                              |                                            |                     | Modifica les dades a Wikidata |
|        | la Caseta               | Montclar | masia        |                             | 42° 01′ 48″ N, 1° 45′ 10″ E / 42.0298784909133°N,1.75279594137938°E ca:Veïnat del Casó                                           |                                            |                     | Modifica les dades a Wikidata |
|        | la Corba                | Montclar | masia        |                             | 42° 00′ 52″ N, 1° 44′ 20″ E / 42.0143529356483°N,1.73892080475672°E                                                              |                                            |                     | Modifica les dades a Wikidata |
|        | la Pineda               | Montclar | masia        |                             | 42° 00′ 40″ N, 1° 46′ 19″ E / 42.0111622088786°N,1.77191654765551°E ca:El Pla de Montclar                                        |                                            |                     | Modifica les dades a Wikidata |
|        | la Pineda               | Montclar | masia        |                             | 42° 00′ 40″ N, 1° 46′ 18″ E / 42.011°N,1.771789°E                                                                                |                                            |                     | Modifica les dades a Wikidata |
|        | la Tor                  | Montclar | masia        | Estil: arquitectura popular | 42° 00′ 52″ N, 1° 45′ 14″ E / 42.014421°N,1.753827°E                                                                             | bé integrant del patrimoni cultural català |                     | Modifica les dades a Wikidata |
|        | la Tàpia                | Montclar | masia        | 19th century                | 42° 01′ 28″ N, 1° 44′ 49″ E / 42.0243307003031°N,1.74702190524697°E ca:Veïnat del Casó                                           |                                            |                     | Modifica les dades a Wikidata |
|        | la Vila                 | Montclar | masia        |                             | 42° 01′ 34″ N, 1° 44′ 53″ E / 42.0261780246463°N,1.74793989710796°E ca:Veïnat del Casó                                           |                                            |                     | Modifica les dades a Wikidata |
|        | les Caselletes          | Montclar | masia        |                             | 42° 00′ 16″ N, 1° 48′ 27″ E / 42.0043409164202°N,1.80746449043922°E                                                              |                                            |                     | Modifica les dades a Wikidata |
|        | les Forques             | Montclar | masia        |                             | 42° 01′ 34″ N, 1° 46′ 51″ E / 42.0262247688481°N,1.78072244298865°E ca:El Pla de Montclar                                        |                                            |                     | Modifica les dades a Wikidata |
|        | les Sitges              | Montclar | masia        |                             | 42° 00′ 33″ N, 1° 46′ 45″ E / 42.0092954010754°N,1.77928270749717°E ca:Baga de cal Salla                                         |                                            |                     | Modifica les dades a Wikidata |

## molí d'aigua
| imatge | Nom               | Ubicat a | instància de | Detalls                     | coordenades | Protecció                                  | Commons (més fotos) | Dades a WD                    |
| ------ | ----------------- | -------- | ------------ | --------------------------- | ----------- | ------------------------------------------ | ------------------- | ----------------------------- |
|        | Molí de Sant Ponç | Montclar | molí d'aigua |                             |             | bé integrant del patrimoni cultural català |                     | Modifica les dades a Wikidata |
|        | Molí de la Tor    | Montclar | molí d'aigua | Estil: arquitectura popular |             | bé integrant del patrimoni cultural català |                     | Modifica les dades a Wikidata |

## muntanya
| imatge | Nom                    | Ubicat a                   | instància de | Detalls | coordenades                                                         | Protecció | Commons (més fotos) | Dades a WD                    |
| ------ | ---------------------- | -------------------------- | ------------ | ------- | ------------------------------------------------------------------- | --------- | ------------------- | ----------------------------- |
|        | Puig Penal             | Montclar                   | muntanya     |         | 42° 00′ 17″ N, 1° 45′ 55″ E / 42.0047°N,1.76536°E 677 msnm          |           |                     | Modifica les dades a Wikidata |
|        | Roca de les Sitges     | Montclar                   | muntanya     |         | 42° 00′ 52″ N, 1° 46′ 31″ E / 42.01443889°N,1.77521389°E 751.5 msnm |           |                     | Modifica les dades a Wikidata |
|        | Roques Ratllades       | Viver i Serrateix Montclar | muntanya     |         | 41° 59′ 25″ N, 1° 47′ 58″ E / 41.99033333°N,1.79947222°E 602.1 msnm |           |                     | Modifica les dades a Wikidata |
|        | Serrat de Cal Pagès    | Montclar                   | muntanya     |         | 42° 01′ 34″ N, 1° 45′ 25″ E / 42.0262°N,1.75701°E 754.3 msnm        |           |                     | Modifica les dades a Wikidata |
|        | Serrat de Palomera     | Montclar                   | muntanya     |         | 42° 02′ 02″ N, 1° 45′ 28″ E / 42.0339°N,1.75769°E 768.4 msnm        |           |                     | Modifica les dades a Wikidata |
|        | Serrat de Sant Ponç    | Montclar                   | muntanya     |         | 42° 01′ 54″ N, 1° 46′ 30″ E / 42.0316°N,1.77508°E 820.4 msnm        |           |                     | Modifica les dades a Wikidata |
|        | Serrat de la Casa Gran | Montclar                   | muntanya     |         | 42° 01′ 44″ N, 1° 45′ 17″ E / 42.0289°N,1.75461°E 758.6 msnm        |           |                     | Modifica les dades a Wikidata |
|        | Serrat del Verdeguer   | Montclar                   | muntanya     |         | 42° 01′ 56″ N, 1° 46′ 08″ E / 42.03230556°N,1.76880556°E 825.2 msnm |           |                     | Modifica les dades a Wikidata |

## Misc
| imatge | Nom                           | Ubicat a                   | instància de      | Detalls                     | coordenades                                                                                           | Protecció                                            | Commons (més fotos)     | Dades a WD                    |
| ------ | ----------------------------- | -------------------------- | ----------------- | --------------------------- | --- | ---------------------------------------------------- | ----------------------- | ----------------------------- |
|        | Balma Fosca                   | Montclar                   | cova              |                             | 42° 00′ 08″ N, 1° 48′ 17″ E / 42.0021°N,1.80472°E ca:Clot de les Barraques o Torrent de cal Fàbregas  |                                                      |                         | Modifica les dades a Wikidata |
|        | Cal Viló                      | Montclar                   | edifici           | Estat: ruïnós               | 42° 02′ 49″ N, 1° 46′ 04″ E / 42.046905°N,1.767824°E 820 msnm                                         |                                                      |                         | Modifica les dades a Wikidata |
|        | Castell de Montclar           | Montclar                   | castell           |                             | 42° 01′ 04″ N, 1° 45′ 55″ E / 42.017729°N,1.765219°E                                                  | bé d'interès cultural bé cultural d'interès nacional |                         | Modifica les dades a Wikidata |
|        | Rectoria de Montclar          | Montclar                   | rectoria          | Estil: arquitectura popular | 42° 01′ 07″ N, 1° 45′ 54″ E / 42.018535°N,1.764959°E ca:Plaça de l'Església 730 msnm                  | bé integrant del patrimoni cultural català           | Rectoria de Montclar    | Modifica les dades a Wikidata |
|        | Sant Quintí de Montclar       | Montclar                   | nucli de població | Superfície: 2.88km²         | 42° 02′ 15″ N, 1° 48′ 08″ E / 42.03745278°N,1.80216667°E                                              |                                                      | Sant Quintí de Montclar | Modifica les dades a Wikidata |
|        | Toll del Xuclador             | Montclar                   | gorg              |                             | 42° 00′ 20″ N, 1° 48′ 17″ E / 42.00568°N,1.80478°E ca:Clot de les Barraques o Torrent de cal Fàbregas |                                                      |                         | Modifica les dades a Wikidata |
|        | barraca del Vilar             | Montclar                   | cabana            |                             | 41° 59′ 47″ N, 1° 45′ 37″ E / 41.9963376096768°N,1.7601882747693°E                                    |                                                      |                         | Modifica les dades a Wikidata |
|        | casa consistorial de Montclar | Montclar                   | casa consistorial |                             | 42° 01′ 06″ N, 1° 45′ 54″ E / 42.0182041°N,1.7650596°E                                                |                                                      | Ajuntament de Montclar  | Modifica les dades a Wikidata |
|        | serrat de Pelasquenes         | Montclar Viver i Serrateix | serra             |                             | 41° 59′ 49″ N, 1° 46′ 57″ E / 41.9969°N,1.78242°E 677.4 msnm                                          |                                                      |                         | Modifica les dades a Wikidata |